# 何宣慶
何宣慶（1978年2月17日—），台灣嘉義縣人，台灣魚類學家，先前任職於國立海洋生物博物館副研究員及國立東華大學環境暨海洋學院海洋生物研究所合聘副教授。現任國立高雄科技大學副教授。

## 經歷
何宣慶於1978年生於台灣嘉義縣，1993年就讀國立嘉義高級中學，1996年進入國立台灣海洋大學水產養殖系就讀，2000年就讀國立台灣海洋大學水產養殖研究所。2005年就讀國立台灣海洋大學海洋生物研究所就讀，於2010年4月獲得博士學位。2010年5月擔任中央研究院生物多樣性中心博士後研究員，2010年9月進入國立海洋生物博物館擔任助理研究員，2014年升任為副研究員。何宣慶亦為國立東華大學海洋生物研究所合聘副教授。2023年專任國立高雄科技大學。

## 研究領域
何宣慶的研究主要著重於鮟鱇魚、鰻魚、裸蜥魚、擬鱸的分類研究，為當前世界少數研究鮟鱇魚、鰻魚及裸蜥魚的專家。另外，何宣慶也致力於台灣魚類多樣性的研究以及歷史回顧。截至2021年止，何宣慶共計發表131種新魚種。包含兩個新屬。

### 獲獎
- 何宣慶與美國魚類學家John Spark及Prosanta Chakrabarty所共同命名的中間副棘茄魚[1]曾獲得亞利桑那州立大學之International Institute for Species Exploration選為2011年全球十大新物種。
- 2003年全國大專優秀青年。
- 2015年第53屆中華民國十大傑出青年（農漁環保類別）。

### 榮譽
- 何氏守鰓鰻(Pylorobranchus hoi McCosker, Loh, Lin & Chen, 2012)（页面存档备份，存于）、何氏擬鱸(Parapercis hoi Johnson & Motomura, 2017)（页面存档备份，存于）、何氏五眼絛蟲(Pentaloculum hoi Eudy, Caira & Jensen, 2019) （页面存档备份，存于）以及†何氏擬安康(Lophiodes hoi Schwarzhans, 2019)是以何宣慶的姓命名。